# Asperula arvensis
Espèce
Asperula arvensis, l'aspérule des champs, est une espèce de plantes herbacées dicotylédone de la famille des Rubiacées.

## Description
Petite plante annuelle (8 à 25 cm) glabre, aux feuilles linéaires, verticillées par 6 à 9.
Les fleurs visibles d'avril à juin, sont bleu vif, groupées en capitules.

## Liste des sous-espèces
Selon Tropicos (30 juillet 2022) :
- Asperula arvensis subsp. orientalis (Boiss. & Hohen.) J. Thiébaut
- Asperula arvensis subsp. setosa (Jaub. & Spach) J. Thiébaut